# ÖFB-Cup 1997-1998
La ÖFB-Cup 1997-1998 è stata la 64ª edizione della coppa nazionale di calcio austriaca.

## Ottavi di finale
| Squadra 1            | Risultato       | Squadra 2          |
| -------------------- | --------------- | ------------------ |
| 31 ottobre 1997      |                 |                    |
| Tirol Innsbruck      | 2 - 1           | Grazer AK          |
| 1º novembre 1997     |                 |                    |
| Untersiebenbrunn     | 1 - 3           | Admira Wacker M.   |
| Stockerau            | 0 - 4           | Sturm Graz         |
| Schwarz-Weiß Bregenz | 3 - 2           | Spittal/Drau       |
| First Vienna         | 0 - 1           | Ried               |
| Vorwärts Steyr       | 0 - 0 (7-8 dtr) | Austria Salisburgo |
| WSG Swarovski Tirol  | 0 - 2 (dts)     | LASK               |
| Rapid Vienna         | 1 - 0           | Austria Vienna     |

## Quarti di finale
| Squadra 1          | Risultato   | Squadra 2            |
| ------------------ | ----------- | -------------------- |
| 8 aprile 1998      |             |                      |
| Austria Salisburgo | 0 - 1 (dts) | Sturm Graz           |
| Rapid Vienna       | 1 - 2       | Admira Wacker M.     |
| Ried               | 3 - 2       | Schwarz-Weiß Bregenz |
| Tirol Innsbruck    | 0 - 1       | LASK                 |

## Semifinale
| Squadra 1        | Risultato   | Squadra 2 |
| ---------------- | ----------- | --------- |
| 5 maggio 1998    |             |           |
| Admira Wacker M. | 0 - 1 (dts) | Ried      |
| Sturm Graz       | 2 - 0       | LASK      |

## Finale
| Squadra 1      | Risultato | Squadra 2  |
| -------------- | --------- | ---------- |
| 19 maggio 1998 |           |            |
| Ried           | 3 - 1     | Sturm Graz |